# Twenty20 Big Bash 2005/06
Die Twenty20 Big Bash 2005/06 war die erste Saison dieser australischen Twenty20-Meisterschaft. Dabei nahmen die traditionellen First-Class Teams die die australischen Bundesstaaten repräsentieren an dem Turnier teil. Sieger waren die Victoria Bushrangers, die sich im Finale im North Sydney Oval mit 93 Runs gegen die New South Wales Blues durchsetzten.

## Format
Die sechs Mannschaften spielten in zwei Gruppen gegen jedes andere Team jeweils ein Mal. Die beiden Finalisten qualifizierten sich für das Finale.

## Gruppenphase

### Gruppe A
Tabelle
| Teams                 | Sp. | S | N | NR | P | RR     |
| --------------------- | --- | - | - | -- | - | ------ |
| Victorian Bushrangers | 2   | 2 | 0 | 0  | 4 | +1.761 |
| Western Warriors      | 2   | 1 | 1 | 0  | 2 | +1.300 |
| Southern Redbacks     | 2   | 0 | 2 | 0  | 0 | −3.128 |

Spiele
| 6. Januar Scorecard | Perth | Victorian Bushrangers 163-9 (20) | – | Western Warriors 161-7 (20) |
|                     |       | Victoria gewinnt mit 2 Runs      |   |                             |

| 8. Januar Scorecard | Melbourne | Southern Redbacks 113 (19.2)   | – | Victoria Bushrangers 114-2 (12.1) |
|                     |           | Victoria gewinnt mit 8 Wickets |   |                                   |

| 10. Januar Scorecard | Adelaide | Western Warriors 174-6 (20)           | – | Southern Redbacks 120 (18.3) |
|                      |          | Western Australia gewinnt mit 54 Runs |   |                              |

### Gruppe B
Tabelle
| Teams           | Sp. | S | N | NR | P | RR     |
| --------------- | --- | - | - | -- | - | ------ |
| New South Wales | 2   | 2 | 0 | 0  | 4 | +2.218 |
| Queensland      | 2   | 0 | 1 | 1  | 1 | −0.983 |
| Tasmanien       | 2   | 0 | 1 | 1  | 1 | −3.450 |

Spiele
| 6. Januar Scorecard | Brisbane | Queensland Bulls 136-7 (20) | – | Tasmanian Tigers 15-1 (3.1) |
|                     |          | No Result                   |   |                             |

| 8. Januar Scorecard | Sydney | Queensland Bulls 167 (17.3)           | – | New South Wales Blues 168-5 (18) |
|                     |        | New South Wales gewinnt mit 5 Wickets |   |                                  |

| 10. Januar Scorecard | Hobart | New South Wales Blues 188-6 (20)    | – | Tasmanian Tigers 119 (17.3) |
|                      |        | New South Wales gewinnt mit 69 Runs |   |                             |

### Finale
| 28. Januar Scorecard | Perth | Victorian Bushrangers 233-7 (20) | – | New South Wales Blues 140 (15.3) |
|                      |       | Victoria gewinnt mit 93 Runs     |   |                                  |

## Statistiken

### Runs
Die meisten Runs der Saison wurden von den folgenden Spielern erzielt:
| Spieler       | Mannschaft        | Innings | Runs | Average | HS  | 100s | 50s |
| ------------- | ----------------- | ------- | ---- | ------- | --- | ---- | --- |
| Brad Hodge    | Victoria          | 2       | 132  | 66,00   | 106 | 1    | 0   |
| Cameron White | Victoria          | 3       | 99   | 49,50   | 46  | 0    | 0   |
| Adam Voges    | Western Australia | 2       | 96   | 48,00   | 51  | 0    | 1   |
| Phil Jaques   | New South Wales   | 2       | 91   | 45,50   | 69  | 0    | 1   |
| Liam Buchanan | Victoria          | 3       | 86   | 28,66   | 68  | 0    | 0   |

### Wickets
Die meisten Wickets der Saison wurden von den folgenden Spielern erzielt:
| Spieler          | Mannschaft        | Balls | Wickets | Average | BBI  | 5W |
| ---------------- | ----------------- | ----- | ------- | ------- | ---- | -- |
| Shane Haarwood   | Hobart Hurricanes | 56    | 7       | 7,42    | 3/13 | 0  |
| Cameron White    | Victoria          | 54    | 6       | 11.83   | 3/8  | 0  |
| Ben Edmondson    | Western Australia | 48    | 5       | 6,20    | 3/16 | 0  |
| Adam Polkinghome | Tasmanien         | 48    | 5       | 11,60   | 3/31 | 0  |
| Aaron Bird       | New South Wales   | 45    | 5       | 15,00   | 3/39 | 0  |
| Aaron O’Brien    | New South Wales   | 63    | 5       | 16,80   | 2/7  | 0  |